# Mélantois
De Mélantois (Nederlands: Medeland) is een streek in het Franse Noorderdepartement, rond en ten zuidoosten van de stad Rijsel. Het was een van de vijf landen of kwartieren van de Kasselrij Rijsel.

## Ligging
Het gebied ligt rond en ten zuidoosten van Rijsel tussen de rivieren Marke en Deule. Het was vroeger een landelijke gebied met open velden, maar sinds de 20ste eeuw raakt het een steeds meer verstedelijkt door de groeiende Rijselse agglomeratie. Zo ligt ook de Luchthaven Lille-Lesquin in dit gebied.
Gemeenten en plaatsen in de Mélantois zijn Annappes, Anstaing, Antroeuilles, Ascq, Avelin, Emmerin, Esquermes, Faches, Fives, Flers, Fretin, Haubourdin, Hellemmes, Houplin, Lesquin, Lezennes, Loos, La Madeleine, Mons-en-Barœul, Moulins-Lille, Noyelles-lès-Seclin, Péronne-en-Mélantois, Rijsel, Ronchin, Sainghin-en-Mélantois, Seclin, Templemars, Tressin, Vendeville, Wattignies en Wazemmes.

## Geschiedenis
De Mélantois ontstond uit een pagus, de pagus Medenentensis, dat voorheen een groter gebied bestreek, met onder meer ook de Ferrain en de Weppes. Het kwartier Mélantois of "land in het midden" lag centraal tussen de andere kwartieren, namelijk de Ferrain in het noorden, de Weppes in het westen, de Carembault in het zuiden en de Pévèle in het oosten. Seclin was de hoofdplaats van de Mélantois.
Tegenwoordig is het gebied een onderdeel van de agglomeratie en instelling voor intergemeentelijke samenwerking Europese metropool van Rijsel, waarin het nog steeds centraal ligt.